# MOBA

O hartă generică a unui MOBA. Liniile galbene sunt "liniile" (lanes) în care acţiunea este concentrată, punctele albastre sunt "turnurile" care apară baza. Aceasta din urmă este de culoare portocalie. Semicercul albastru reprezentând obiectivul final care trebuie distrus pentru a obține victoria.

Multiplayer online battle arena (MOBA), cunoscut ca și strategie și acțiune în timp real este un sub gen al jocurilor video de strategie în timp real, în care jucătorul controlează un singur caracter din una dintre cele două echipe. Obiectivul este distrugerea structurilor inamice cu ajutorul unităților generate periodic care au drum prestabilit. Jucătorii au în general abilități și avantaje variabile care se îmbunătățesc odată cu trecerea timpului și care contribuie la strategia echipei per ansamblu. MOBA este o fuziune între un joc de acțiune și un joc de strategie în timp real, jucătorii nu pot construi clădiri sau unități. 
Genul a pornit cu Aeon of Strife (AoS) o hartă personalizată pentru  StarCraft unde patru jucători fiecare controlând o singură unitate puternică și asistați de unități mai slabe controlate de computer sunt puși împotriva unei echipe mai puternice controlată de computer.
Defense of the Ancients (DotA), este o hartă bazată pe  Aeon of Strife pentru Warcraft III: Reign of Chaos și The Frozen Throne. DotA a fost primul titlu major al genului și primul MOBA în care au fost organizate turnee sponsorizate.
DotA a stat la baza jocurilor  League of Legends și Heroes of Newerth, urmând o continuare: Dota 2. 
La 2 iunie 2015 Blizzard Entertainment a lansat propriul MOBA denumit  Heroes of the Storm,. acesta conține eroi din mai multe francize Blizzard cum ar fi Warcraft, Diablo, StarCraft, The Lost Vikings sau Overwatch.